# Еміль Крепелін
Емі́ль Вільге́льм Ма́гнус Гео́рг Кре́пелін (нім. Emil Wilhelm Magnus Georg Kraepelin; 15 лютого 1856, Нойштреліц — 7 жовтня 1926, Мюнхен) — німецький психіатр.
Відомий як основоположник сучасної нозологічної концепції в психіатрії та класифікації психічних захворювань. Засновник учення про «dementia praecox» — історичний прообраз шизофренії. Творець близької до сучасної концепції маніакально-депресивного психозу та параної. Зробив значний внесок у дослідження вродженого слабоумства й істерії, психопатологію. Був першопрохідцем транскультуральної психіатрії та психофармакології.

## Вибрані праці
- Компендіум психіатрії. Для використання студентами і лікарями / Compendium der Psychiatrie. Zum Gebrauche für Studirende und Aerzte. Abel, Leipzig 1883 (онлайн) (перше видання знаменитого підручника);
- Психіатрія. Підручник для студентів та лікарів / Psychiatrie. Ein Lehrbuch für Studierende und Ärzte. (різні видання мають трохи відмінні назви)

(1. Auflage) Compendium der Psychiatrie zum Gebrauche für Studirende und Aerzte. Abel Verlag, Leipzig 1883
2., gänzlich umgearbeitete Auflage. Psychiatrie. Ein kurzes Lehrbuch für Studirende und Aerzte.  Abel Verlag, Leipzig 1887 онлайн
3., vielfach umgearbeitete Auflage. Psychiatrie. Ein kurzes Lehrbuch für Studirende und Aerzte. Leipzig, Abel, 1889 (Abel‘s medizinische Lehrbücher) онлайн [Архівовано 10 липня 2020 у Wayback Machine.]
4., vollständig umgearb. Auflage. Leipzig: Abel, 1893
5., vollständig umgearbeitete Auflage 1896. J. A. Barth, Leipzig (онайн [Архівовано 9 липня 2020 у Wayback Machine.])
6., vollständig umgearbeitete Auflage 1899, 2 Bde. (Digitalisate: I, II)
7., vielfach umgearbeitete Auflage. Psychiatrie. Ein Lehrbuch für Studierende und Ärzte. 2 Bde. 1903 und 1904
8., vollständig umgearbeitete Auflage Bd. I—IV. Ein Lehrbuch für Studierende und Ärzte. Johann Ambrosius Barth Verlag, Leipzig 1909—1915 (онлайн: Bd. I, II, III, IV)
(mit Johannes Lange) 9., vollständig umgearbeitete Auflage. Psychiatrie. Bd. I, Allgemeine Psychiatrie, von Johannes Lange. Bd. II, Klinische Psychiatrie, Erster Teil, von Emil Kraepelin. Barth Verlag, Leipzig 1927.
- Вступ до психіатричної клініки / Einführung in die psychiatrische Klinik.

(1. Auflage) Leipzig 1901 онлайн
3., völlig umgearb. Aufl., Leipzig 1916 онлайн
4., völlig umgearb. Aufl., 3 Bde., Leipzig, Johann Ambrosius Barth, 1921
- До психології кумедного / Zur Psychologie des Komischen. In: Philosophische Studien. Band 2, 1885, S. 128—160, 327—361 (онлайн [Архівовано 11 липня 2020 у Wayback Machine.]).
- Про вплив на деякі прості психічні процеси певних медикаментів / Ueber die Beeinflussung einfacher psychischer Vorgänge durch einige Arzneimittel. Fischer, Jena 1892 (Digitalisat und Volltext // Німецький текстовий архів).
- Про гігієну праці / Zur Hygiene der Arbeit. Fischer, Jena 1896
- Про мовні проблеми вві сні / Über Sprachstörungen im Traume. Engelmann, Leipzig 1906
- Століття психіатрії / Ein Jahrhundert Psychiatrie. Ein Beitrag zur Geschichte menschlicher Gesittung. Berlin 1918.